# Wasserturm (Bad Doberan)

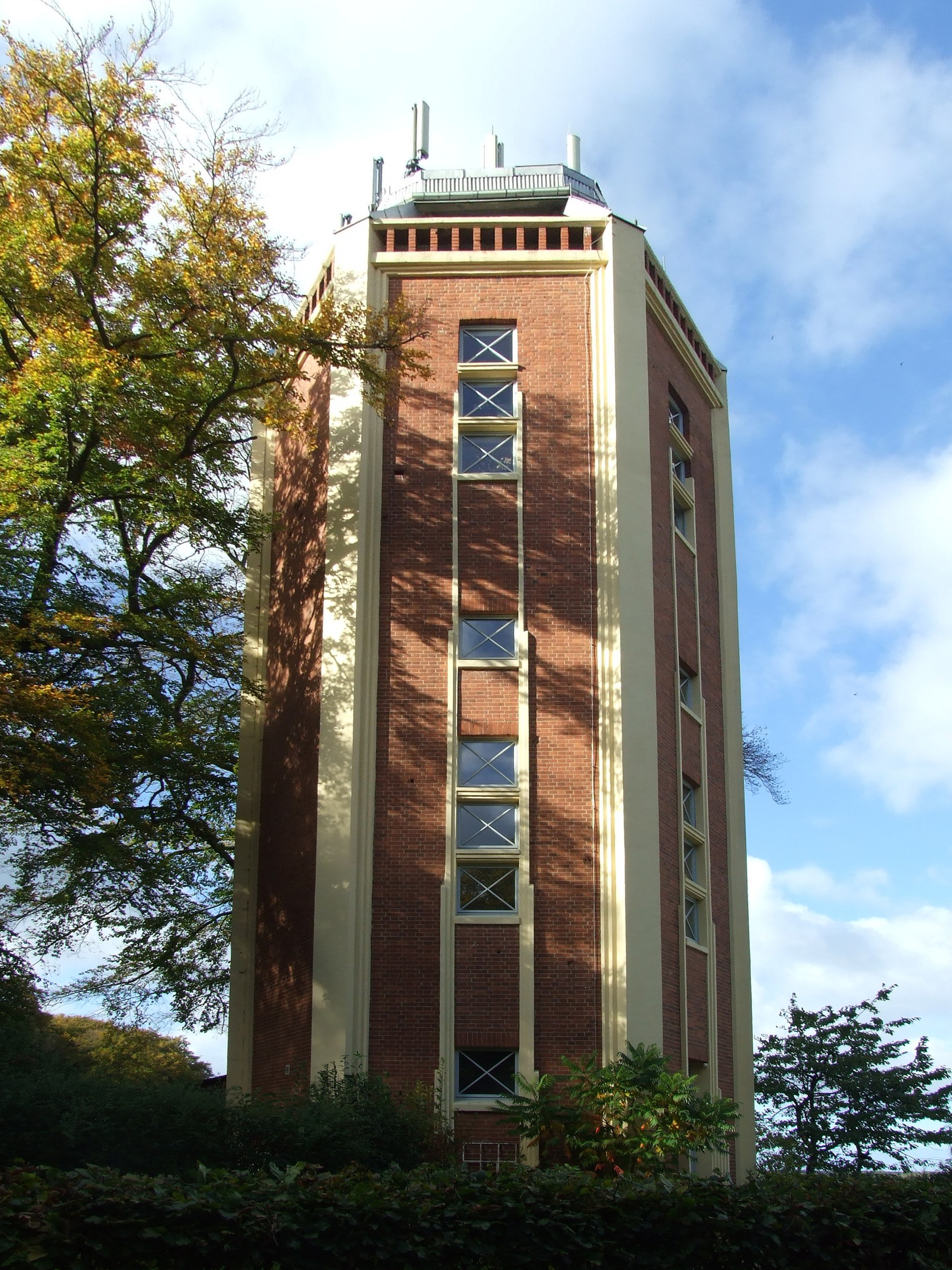
Bad Doberaner Wasserturm

Der Wasserturm ist ein ehemaliger Wasserturm in Bad Doberan in Mecklenburg-Vorpommern.
Im Jahre 1927 begann der Bau des Wasserturms in Bad Doberan auf dem 43 Meter hohen Tempelberg am westlichen Stadtrand. Es entstand ein 22,22 Meter hoher Turm aus massivem Backstein.
Früher wurde er für die Trinkwasserversorgung der Stadt Bad Doberan genutzt. Als eine solche Nutzung nicht mehr notwendig war, nutzte man den Turm als Aussichtsplattform und als Veranstaltungsort von Konzerten und Ausstellungen, wie zum Beispiel „Aqua Nostra“.
2004 wurde der Turm saniert und für Wohnzwecke umgebaut. Er steht unter Denkmalschutz.
Seit 2012 wird das umgebaute Baudenkmal als Ferienhaus genutzt.